# Naturschutzgebiet Warenberg

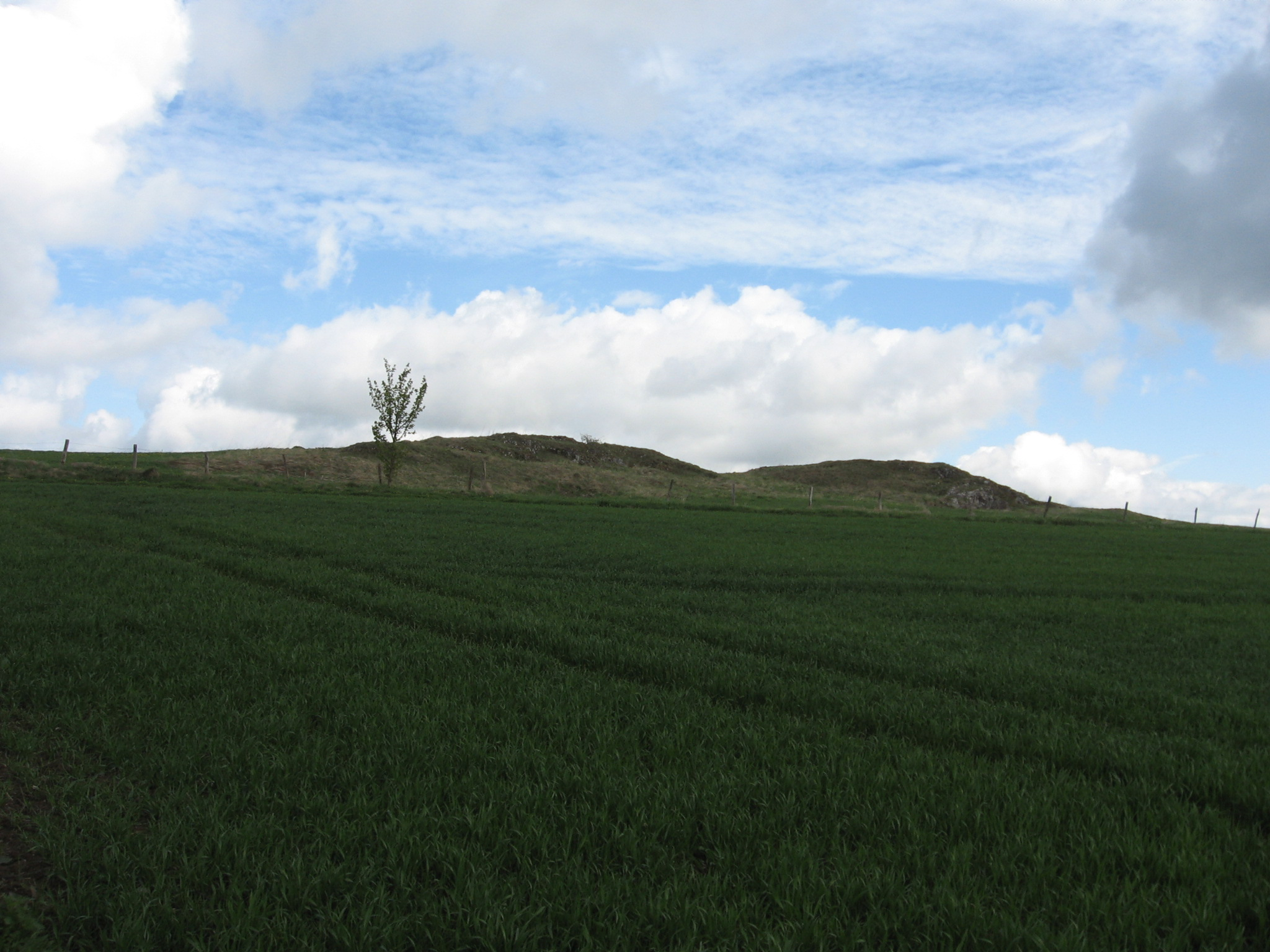
Naturschutzgebiet Warenberg (Bergkuppe)

Das Naturschutzgebiet Warenberg mit einer Größe von 2,43 ha liegt südlich von Altenbüren im Stadtgebiet von Brilon. Das Gebiet wurde 2008 mit dem Landschaftsplan Briloner Hochfläche durch den Hochsauerlandkreis als Naturschutzgebiet (NSG) ausgewiesen. Das NSG ist Teil des FFH-Gebietes Kalkkuppen bei Brilon (DE 4617-303).

## Gebietsbeschreibung
Westlich grenzt das NSG das Industriegebiet von Altenbüren an. Nördlich und östlich liegen direkt das Landschaftsschutzgebiet Grünlandgürtel am Südfeld und südlich das Landschaftsschutzgebiet Elmerborg/Desmecke. Etwa 200 m weiter westlich endet mit der „Altenbürener Störung“ der Briloner Massenkalk und damit die geologische Voraussetzung für die Entstehung der hier beschriebenen NSG-Gruppe Kalkkuppen bei Brilon.
Beim NSG handelt es sich um eine beweidete 490 m hoch gelegene Felskuppe aus Massenkalk mit Felsstufen von bis zu 1,5 m Höhe mit artenreicher Moosvegetation und typischem Kleinfarnbewuchs. Die Felsstufen sind umgeben von steinigen Kalkmagerrasen. Angrenzend leiten weniger flachgründige Partien mit Magerweidevegetation zu stärker
aufgedüngten Weiden über. Das NSG ist eines von 31 Naturschutzgebieten in Brilon, welche zur Gruppe der Kalkkuppen mit speziellen Verboten gehören.
Es wurde Blumen- und Krautarten wie Acker-Kratzdistel, Aufgeblasenes Leimkraut, Blutwurz, Braunstieliger Streifenfarn, Breitblättriger Thymian, Echter Wiesenhafer, Echtes Labkraut, Flaumiger Wiesenhafer, Frühlings-Fingerkraut, Gemeine Schafgarbe, Gewöhnliches Ferkelkraut, Horst-Rotschwingel, Kleine Bibernelle, Kleiner Wiesenknopf, Kleines Habichtskraut, Männliches Knabenkraut, Mauerraute, Mittlerer Wegerich, Purgier-Lein, Schaf-Schwingel, Skabiosen-Flockenblume, Spitzwegerich, Stengellose Kratzdistel, Sumpfdotterblume, Sumpf-Schachtelhalm, Tauben-Skabiose, Wiesen-Flockenblume, Wiesen-Goldhafer, Wiesen-Labkraut und Wiesen-Schwingel nachgewiesen.
Das Landschaftsplan führt zum NSG auf: „Die Kuppe ist nahezu gehölzfrei und im Landschaftsbild weniger auffallend als die meisten anderen NSG dieser Gruppe; ihre aktuelle Bedeutung und ihr standörtliches Potenzial für den Artenschutz ist jedoch deutlich erkennbar.“

## Schutzzweck
Wie bei allen Naturschutzgebieten in Deutschland wurde in der Schutzausweisung darauf hingewiesen, dass das Gebiet „wegen der Seltenheit, besonderen Eigenart und Schönheit des Gebietes“ zum Naturschutzgebiet wurde.
Der Landschaftsplan führt zum NSG auf: „Erhaltung und Optimierung eines artenreichen Fels- und Magerweidenstandortes als Lebensraum von tlw. seltenen und gefährdeten Pflanzenarten sowie als wichtige Teilfläche im regionalen Verbund ähnlicher Biotopstrukturen; dauerhafte Etablierung einer möglichst extensiven Grünlandnutzung auf – je nach Teilfläche – aufgabe- oder intensivierungsgefährdeten Standorten durch Vertragsangebote zur Erhaltung dieses Biotopmosaiks; Sicherung der Kohärenz und Umsetzung des europäischen Schutzgebietssystems ‚Natura 2000‘.“

## Verbote
Zu den normalen Verboten in Naturschutzgebieten kommen beim NSG Warenberg wie bei den anderen 30 Kalkkuppen zusätzliche Verbote hinzu. Es ist verboten, die Kalkkuppen zu düngen, zu walzen und zu schleppen. Es dürfen nicht mehr als zwei Großvieheinheiten pro Hektar gleichzeitig weiden. Ferner darf erst ab dem 1. Juli eines Jahres gemäht werden.